# Gesuitesse

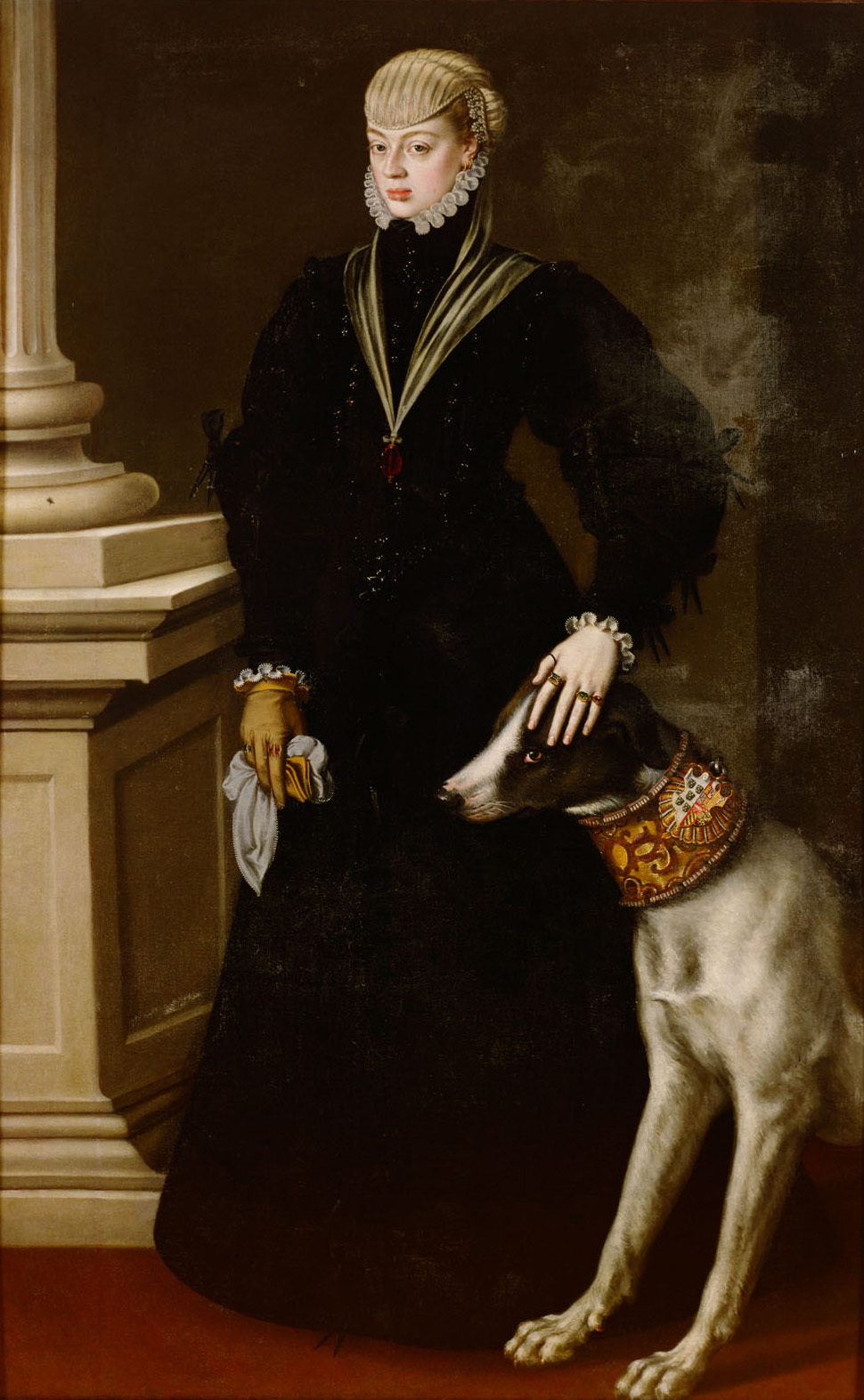
L'infanta Giovanna d'Asburgo (che entrò nella Compagnia con il nome di Mateo Sánchez) in un ritratto di Alonso Sánchez Coello

Gesuitesse è il nome con cui vengono indicate non ufficialmente le religiose di alcune congregazioni femminili legate in vario modo alla Compagnia di Gesù.

## Storia
Sebbene nel 1545, su pressione di papa Paolo III, Ignazio di Loyola avesse accettato la possibilità di dare inizio a un ramo femminile del suo ordine, con la bolla Licet debitum del 18 ottobre 1549, il pontefice dispensò i gesuiti dall'obbligo di assistere le religiose.
L'unica donna ad aver mai emesso i voti secondo le costituzioni della Compagnia di Gesù (segretamente e sotto il falso nome di "Mateo Sánchez") è l'infanta Giovanna d'Asburgo, figlia dell'imperatore Carlo V.
In origine l'appellativo gesuitesse venne usato per designare le religiose dell'Istituto della Beata Vergine Maria (o Dame Inglesi) di Mary Ward, la cui organizzazione giuridica interna ricalcava quella della Compagnia di Gesù: quando papa Urbano VIII (bolla Pastoralis Romani Pontificis del 1631) disciolse la congregazione, il termine assunse un significato dispregiativo.
Nel corso dei secoli XVII e XVIII, per i loro rapporti con i gesuiti circa la direzione spirituale o l'organizzazione, furono chiamate gesuitesse anche le orsoline di Parma, di Piacenza, di Anne de Xainctonge, le Religiose di Sant'Andrea, le Suore della Beata Vergine e le Vergini di Gesù.
Gaetano Moroni, nel XIX secolo, dedicò la voce "Gesuitesse" del suo Dizionario all'Ordine della Compagnia di Maria Nostra Signora di Giovanna di Lestonnac.
Nell'Ottocento il termine passò a indicare particolarmente le Suore di Nostra Signora del Ritiro al Cenacolo (o Dame del Cenacolo) di Teresa Couderc e, soprattutto, la Società del Sacro Cuore di Gesù (o Dame del Sacro Cuore) di Madeleine-Sophie Barat, alle quali nazioni come la Prussia proibirono l'erezione di case nel loro territorio proprio perché "gesuitesse".
Numerose congregazioni femminili hanno adottato legislazione interna e forme organizzative in cui risulta determinante l'influsso delle costituzioni gesuite (anche se le appartenenti non sono mai state definite gesuitesse): le Suore di Maria Ausiliatrice, le Suore di Nostra Signora di Namur, le Ausiliatrici delle Anime del Purgatorio, la Società di Maria Riparatrice, le Suore Missionarie di Nostra Signora d'Africa, le Povere Ancelle della Madre di Dio, le Suore di San Giuseppe della Pace, la Piccola Compagnia di Maria, le Suore della Carità Cristiana, le Suore di San Giuseppe del Sacro Cuore di Gesù, le Suore dei Poveri di San Pietro Claver, le Missionarie di Gesù Cristo.